# 道格拉斯·威廉姆斯
道格拉斯·威廉姆斯（英語：Douglas O. Williams，1917年7月29日—1993年1月31日）为一位美国音讯工程师。他赢得过1次奥斯卡最佳音响效果奖并3次获得提名。

## 精选影视作品
威廉姆斯曾获得过1次奥斯卡奖，并3次获得提名。
获奖：
- 巴顿将军 (1970)[2]

提名：
- 银线号大血案（英语：Silver Streak (film)） (1976)[3]
- 转折点（英语：The Turning Point (1977 film)） (1977)[4]
- 歌声泪痕（英语：The Rose (film)） (1979)[5]